# Kabinett Briand III

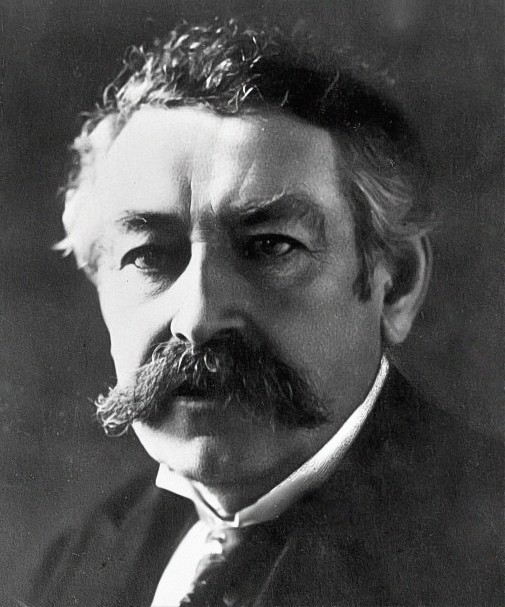
Aristide Briand war von 1909 bis 1911, 1913, 1915 bis 1917, 1921 bis 1922, 1925 bis 1926 sowie 1929 sechs Mal Premierminister Frankreichs und bildete in dieser Zeit elf Kabinette

Das dritte Kabinett Briand war eine Regierung der Dritten Französischen Republik. Es wurde am 21. Januar 1913 von Premierminister (Président du Conseil) Aristide Briand gebildet und löste das Kabinett Poincaré I ab. Es blieb bis zum 18. Februar 1913 im Amt und wurde daraufhin vom Kabinett Briand IV abgelöst.
Dem Kabinett gehörten Minister der Parti républicain-socialiste (PRS), Parti républicain démocratique (PRD), Parti républicain, radical et radical-socialiste (PRRRS) sowie der Radicaux indépendants (RI) an.

## Kabinett
Dem Kabinett gehörten folgende Minister an:
| Amt                                                                    | Name               | Partei | Beginn der Amtszeit | Ende der Amtszeit |
| ---------------------------------------------------------------------- | ------------------ | ------ | ------------------- | ----------------- |
| Premierminister                                                        | Aristide Briand    | PRS    | 21. Januar 1913     | 18. Februar 1913  |
| Außenminister                                                          | Charles Jonnart    | PRD    | 21. Januar 1913     | 18. Februar 1913  |
| Kolonialminister                                                       | Jean Morel         | PRRRS  | 21. Januar 1913     | 18. Februar 1913  |
| Kriegsminister                                                         | Eugène Étienne     | PRD    | 21. Januar 1913     | 18. Februar 1913  |
| Minister für öffentlichen Unterricht und schöne Künste                 | Théodore Steeg     | PRRRS  | 21. Januar 1913     | 18. Februar 1913  |
| Innenminister                                                          | Aristide Briand    |        | 21. Januar 1913     | 18. Februar 1913  |
| Justizminister                                                         | Louis Barthou      | PRD    | 21. Januar 1913     | 18. Februar 1913  |
| Marineminister                                                         | Pierre Baudin      | PRRRS  | 21. Januar 1913     | 18. Februar 1913  |
| Landwirtschaftsminister                                                | Fernand David      | RI     | 21. Januar 1913     | 18. Februar 1913  |
| Finanzminister                                                         | Louis-Lucien Klotz | PRRRS  | 21. Januar 1913     | 18. Februar 1913  |
| Minister für Arbeit und Sozialversicherung                             | René Besnard       | PRRRS  | 21. Januar 1913     | 18. Februar 1913  |
| Minister für öffentliche Arbeiten und Minister für Post und Telegrafie | Jean Dupuy         | PRD    | 21. Januar 1913     | 18. Februar 1913  |
| Minister für Handel und Industrie                                      | Gabriel Guist’hau  | PRD    | 21. Januar 1913     | 18. Februar 1913  |

### Unterstaatssekretäre
Dem Kabinett gehörten folgende Sous-secrétaires d’État an:
- Innenministerium und Premierminister: Paul Morel[4] (RI)
- Schöne Künste: Léon Bérard (PRRRS)
- Finanzministerium: Élisée Bourely[5] (PRRRS)
- Post- und Telegraphie: Charles Chaumet (RI)

## Historische Einordnung
Das Kabinett Briand III war ein Übergangskabinett, das vor der Amtsübernahme des neuen Staatspräsidenten Poincaré zurücktrat, um von diesem neu berufen zu werden.